# 三方主义
三方主义（法語：Tripartisme）是1944年—1947年法国的政府形式，当时法国由法国共产党、工人国际法国支部和人民共和运动组成的三党联盟统治。三方主义的正式章程于1946年1月23日签署，此前，夏爾·戴高樂因反对宪法草案而辞职。该草案设想了一种议会制，而戴高乐支持总统制。
1944年，传统政治阶层，包括所有右翼政党和象征第三共和国（1871年—1940年）的激进-社会党，已经完全失去信誉。这种被视为缺乏合法性的原因，首先是由于其中一些参与者的合作主义，以及在1930年代未能结束大萧条时期的经济危机。因此，第一次世界大战后主要的中右政党——民主共和联盟，选择了合作主义，这一选择得到了其领导人皮埃尔-艾蒂安·弗朗丹及其他成员如约瑟夫·巴尔特莱米的支持。
政治阶层被认为应共同对1940年第三共和国的崩溃负责，原因是法国在1940年法国战役中惨败，历史学家马克·布洛赫后来将其称为“奇怪的失败”。因此，戴高乐主义者和法国共产党成为国内最受欢迎的政治力量。戴高乐因支持总统制，在1946年辞去政府职务，此后在1958年5月法国政变期间回归之前，他一直是反对派。人民共和运动、工人国际法国支部和法国共产党各自获得了大约20%至30%的选票，每个政党在1944年9月至1947年5月期间均拥有约150名议员。之后，法国共产党和戴高乐的法国人民联盟成为法国的主要政党；然而，由于双方无法单独集结出形成政府所需的绝对多数，因此都保持在反对派中，二者之间的联盟更是不可想象。“三方主义”政府随后被第三力量取代，第三力量包括抵抗民主和社会主义联盟、工人国际法国支部和人民共和运动，而戴高乐主义者和法国共产党则成为反对派。